# 압록강아 말하라
"압록강아 말하라"는 1965년 공개된 대한민국의 영화이다.

## 배역
- 신영균
- 김혜정
- 전계현
- 트위스트 김
- 박노식